# ازرووو (استان وارنا)
ازرووو (به بلغاری: Ezerovo) یک منطقهٔ مسکونی در بلغارستان است که در شهرستان بلوسلاو واقع شده‌است.
 ازرووو  ۱٬۸۴۳ نفر جمعیت دارد.